# Halizons
Els halizons (en grec antic: Ἁλιζῶνες), o també alazons, eren un poble d'origen obscur que apareix al Catàleg dels troians de la Ilíada com a aliats de Príam a la guerra de Troia. Els seus caps eren Odi i Epístrof. Segons la Bibliotheca d'Apol·lodor eren fills d'un home anomenat Mecisteu. Homer diu que «venien de molt lluny, d'Alibe, el lloc on neix la plata».
Estrabó suggereix que la ciutat d'Alibe, que Homer situa molt lluny, podria ser Calibe, una ciutat de la Còlquida on habitaven els calibis, i diu que probablement eren els halizons. Als halizons hom els han atribuït diferents orígens, fins i tot Èfor els relacionava amb les amàzones i els situava a Cime, a l'Eòlida. Heròdot situa els halizons entre els escites, i diu que eren una població seminòmada de Sarmàcia que vivia al nord del poble dels cal·lípides i també al nord de la ciutat grega d'Òlbia (Escítia). Plini el Vell, Hecateu, Menècrates d'Elea i Palèfat situen els halizons a Mísia.